# Bad Nauheim
Ne doit pas être confondu avec Nauheim.
Bad Nauheim est une ville allemande dans le Land de Hesse, sur l'Usa (de), au pied du Johannisberg.

## Géographie
La ville se trouve au milieu de la région historique de Haute Hesse entre Francfort-sur-le-Main au sud et Giessen au nord. Bad Nauheim est la plus grande ville du Wetteraukreis. Elle se compose de six quartiers, dont cinq étaient des communes indépendantes jusqu'aux années 1970.
Les communes voisines de Bad Nauheim sont au nord la commune de Rockenberg, à l'est la commune de Wölfersheim ainsi qu'à l'ouest la commune de Ober-Mörlen et la ville de Friedberg (Hessen) au sud.

## Histoire
| Appartenances historiques Seigneurie de Hanau 1304–1429 Comté de Hanau 1429–1458 Comté de Hanau-Münzenberg 1458–1642 Comté de Hanau-Lichtenberg 1642–1736 Landgraviat de Hesse-Cassel 1736–1803 Principauté de Hanau 1803–1810 Grand-duché de Francfort 1810–1813 Électorat de Hesse 1813–1866 Grand-duché de Hesse 1866–1918 République de Weimar 1918–1933 Reich allemand 1933–1945 Allemagne occupée 1945–1949 Allemagne 1949–présent |

Il y a 4 000 ans, se trouvaient déjà des colonies celtiques à l'endroit où est aujourd'hui situé Bad Nauheim. Les Celtes avaient les premières salines. Ces dernières années, on a fait beaucoup de trouvailles archéologiques de cette époque-là.
On trouve le nom de Bad Nauheim, ou encore Niwiheim, pour la première fois au neuvième siècle dans les documents du couvent de Seligenstadt. Bad Nauheim ou bien "Nauheim" reste un petit village avec une saline jusqu'au dix-neuvième siècle où les qualités des sources sont découvertes. Nauheim se développe très vite. En 1854, Nauheim est officiellement une ville et en 1869 la ville reçoit le titre "Bad" signifiant "les Bains". En 1866, elle prit part au Grand-duché de Hesse.
Les nazis maintinrent 130 Américains en résidence surveillée à Bad Nauheim jusqu'en 1942 lorsqu'ils furent échangés contre des Allemands détenus au Portugal grâce à l'action du diplomate américain George F. Kennan resté en poste à Berlin jusqu'à la rupture des relations diplomatiques germano-américaine consécutive à la déclaration de guerre d'Hitler aux États-Unis.[réf. nécessaire]
- Histoire de la communauté juive et de sa synagogue

## Personnalités liées à la commune
- Albert Kesselring, (1885-1960) Generalfeldmarschall allemand de la Luftwaffe pendant la Seconde Guerre mondiale.

### Clients des Bains
- Élisabeth de Wittelsbach dite Sisi, impératrice d'Autriche et reine de Hongrie ;
- Augusta-Victoria de Schleswig-Holstein-Sonderbourg-Augustenbourg, impératrice d'Allemagne et reine de Prusse ;
- Alexandra Fedorovna, tsarine de Russie ;
- Elvis Presley, qui possédait une maison à Bad Nauheim de Fevrier 1959 au 2 Mars 1960 et y effectuait son service militaire depuis le 1er Octobre 1958 (Une stèle en face de cette dernière est érigée en son honneur, ainsi qu une statue de bronze sur le petit pont). La place est devenue Elvis-Presley-Platz

- Alexandre Blok, poète russe.
- James Peace le compositeur vivait à Bad Nauheim entre 1991 et 2009

## Jumelages
- Bad Langensalza (Allemagne)
- Oostkamp (Belgique)
- Buxton (Royaume-Uni)
- Chaumont (France)